# Taraxacum canoviride
Taraxacum canoviride là một loài thực vật có hoa trong họ Cúc. Loài này được Lindb. ex Florstr. miêu tả khoa học đầu tiên.